# La Vall d'Uixó
La Vall d'Uixó (in castigliano Vall de Uxó) è un comune spagnolo situato nella comunità autonoma Valenciana. È posto in una valle all'interno, ma ad una decina di chilometri dalla Costa dell'Azahar nel golfo di Valencia.

## Storia
Si hanno testimonianze archeologiche dell'esistenza in epoca preistorica di gruppi umani nella grotta del fiume sotterraneo di San José. La zona fu poi abitata dagli Iberi, durante la dominazione romana la popolazione si dedicò essenzialmente all'agricoltura com'è dimostrato dai ritrovamenti di resti di ville romane ma non di città. Dell'occupazione visigota resta una necropoli del VI-VII secolo, l'occupazione araba non ha lasciato edifici perché furono distrutti o modificati e utilizzati diversamente dai Cristiani che conquistarono la città sotto il comando di Giacomo I d'Aragona nel 1238, dopo di che fu dominio reale fino al 1436 quando il re Alfonso il Magnanimo donò al fratello Enrico alcune città fra cui Vall de Uixò che mantenne poi nei secoli successivi lo stato di signoria finché nel 1811-23 queste furono abolite legalmente.
Nel 1609 furono espulsi i moriscos (arabi battezzati) e al loro posto vennero cristiani dei paesi vicini che formarono con i cristiani già esistenti il nucleo originario dell'attuale popolazione. L'attività era a quei tempi essenzialmente rivolta all'agricoltura e si sviluppò anche l'artigianato che si distinse nella produzione di vasellame di terracotta e di calzature di canapa o di corda, fino a quando nella prima metà del XX secolo si formò un'industria per la produzione di scarpe, prima solo per l'esercito ma poi anche per i civili che impiegò, la maggior parte della popolazione, mentre l'agricoltura si convertì principalmente alla produzione degli agrumi favorita del clima mite proprio di questa zona. Questa è la situazione economica attuale, ma la crisi dell'industria calzaturiera conseguente alla delocalizzazione dei centri di produzione europei in Oriente che ha ridotto notevolmente i costi soprattutto della manodopera, ha costretto alcune aziende calzaturiere a cessare l'attività o a ridurre la produzione, sicché in mancanza di diversificazione dell'industria e le caratteristiche monoculturali delle diverse imprese si stanno verificando preoccupanti perdite di posti di lavoro.

## Monumenti e luoghi d'interesse culturale e turistico
- Iglesia de santo Angel, del XVII secolo.
- Iglesia de Nuestra Señora de la Asuncion, con facciata barocca a forma di retablo del XVII secolo.
- Ermita (cappella o piccola chiesa) de San Vicente Ferrer, del XVII secolo costruita sopra un'antica moschea.
- Ermita de San Antonio, del XVIII secolo, alla quale giunge una romeria (pellegrinaggio) con festa nel giorno dedicato al Santo.
- Ermita de la Sagrada Familia, del XVIII secolo.
- Ermita del Santo Cristo del Calvario, con azulejos sulla facciata del XVIII secolo.
- Ermita de Nuestra Señora del Rosario, la più antica della città del XIV secolo.
- Torre de Benizaat, del XII secolo.
- Necropoli visigota, del VI-VII secolo.
- Acueductos de San José y l'Alcudia, resti di un acquedotto romano utilizzato fino alla metà del XX secolo.
- Città iberica de la punta de Orley, resti degli scavi parziali della zona che hanno messo in luce muri di diverse epoche.
- Cueva de San José, grotta entro cui scorre un fiume sotterraneo che si può percorrere per un tratto in barca; un'opportuna illuminazione permette di vedere le concrezioni in una buona armonia di colori e le pitture rupestri con disegni schematici.

Ogni quartiere ha le sue feste, che si svolgono da aprile ad ottobre.
Fanosa è la Feira (fiera) agricola de maquineria y commercial.